# Emily Bett Rickards
Emily Bett Rickards (Vancouver, 24 luglio 1991) è un'attrice canadese, meglio conosciuta per il ruolo di Felicity Smoak nella serie TV della The CW Arrow.

## Biografia
Emily Bett Rickards è nata e cresciuta sulla costa occidentale canadese. Inizia a recitare in giovane età, partecipando a musical teatrali e balletti. Dopo il diploma, frequenta il corso di recitazione alla Vancouver Film School e studia al Alida Vocal Studio. Successivamente, partecipa a un provino aperto, tramite il quale ottiene un agente.
Inizia la sua carriera di attrice nel 2008, apparendo nel videoclip del brano Never Gonna Be Alone dei Nickelback. Dopo qualche ruolo minore, nel 2012 viene scelta per interpretare Felicity Smoak nella serie TV Arrow. Inizialmente era stata scritturata come guest star per un solo episodio, ma la sua chimica con l'attore protagonista Stephen Amell causò una reazione positiva da parte dei telespettatori, pertanto fu promossa a personaggio ricorrente per tutta la prima stagione, e poi come personaggio regolare per la seconda stagione e per le successive.
Ottiene una parte nel 2015 in Brooklyn, pellicola di John Crowley. Nel 2024 recita nel film Emma e il giaguaro nero.

## Filmografia

### Cinema
- Flicka: Country Pride, regia di Michael Damian (2012)
- Random Acts of Romance, regia di Katrin Bowen (2012)
- Bacon and Eggs, regia di Ryan Bruce e Theo Kim – cortometraggio (2012)
- Cowgirls 'n Angels - L'estate di Dakota (Dakota's Summer), regia di Timothy Armstrong (2014)
- Brooklyn, regia di John Crowley (2015)
- Normal Doors, regia di James Sweeney - cortometraggio (2015)
- Sidekick, regia di Jeff Cassidy - cortometraggio (2026)
- The Clinic, regia di Darrell Wheat (2018)
- Funny Story, regia di Michael J. Gallagher (2018)
- We Need to Talk, regia di Todd Wolfe (2022)
- Calamity Jane, regia di Terry Miles (2024)
- Emma e il giaguaro nero (Le dernier jaguar), regia Gilles de Maistre (2024)
- Queen of the Ring, regia di Ash Avildsen (2025)

### Televisione
- Romeo Killer - Sospetti in famiglia (Romeo Killer: The Chris Porco Story), regia di Norma Bailey – film TV (2013)
- The Flash – serie TV, 8 episodi (2014-2019)
- Paranormal Solutions Inc. – serie TV, 8 episodi (2016)
- Comedy Bang! Bang! – serie TV, episodio 5×07 (2016)
- Legends of Tomorrow – serie TV, 4 episodi (2016)
- Supergirl – serie TV, 1 episodio (2017)
- Arrow – serie TV, 156 episodi (2012-2020)

## Doppiatrici italiane
Nelle versioni in italiano dei suoi film, Emily Bett Rickards è stata doppiata da:
- Paola Majano in Arrow, The Flash, Legends of Tomorrow, Supergirl
- Veronica Puccio in Cowgirls 'n Angels - L'estate di Dakota
- Valentina Favazza in Emma e il giaguaro nero
- Alessia Amendola in Brooklyn